# 22 janvier 1993
Le vendredi 22 janvier 1993 est le 22e jour de l'année 1993.

## Naissances
- Alonso Escoboza, joueur de football mexicain
- Baptiste Bonnefond, handballeur français
- Beatrice Rana, pianiste italienne
- Ben Lake, personnalité politique britannique
- Filip Stojković, joueur de football serbe
- Johan Aliouat, joueur de rugby
- Keagan Dolly, footballeur sud-africain
- Koleta Łyszkiewicz, volleyeuse polonaise
- Marcin Dzieński, grimpeur polonais, spécialisé dans la vitesse
- Merlin Rose, acteur allemand
- Netta Barzilai, Chanteuse israélienne
- Perturbator, musicien français
- Raffaele Bianco, footballeur italien
- Ramón Torres, joueur dominicain de base-ball
- Rio Haryanto, pilote automobile indonésien
- Tomás Lavanini, joueur de rugby argentin
- Tommy Knight, acteur britannique
- Travis Trice, joueur de basket-ball américain
- Ty Montgomery, joueur de football américain

## Décès
- Brett Weston (né le 16 décembre 1911), photographe américain
- Erik Tawaststjerna (né le 10 octobre 1916), musicologue finlandais
- Hector De Bourgoing (né le 23 juillet 1934), footballeur argentin
- Helno (né le 25 décembre 1963), chanteur et musicien du groupe français Les Négresses vertes
- Jim Pollard (né le 9 juillet 1922), joueur de basket-ball américain
- Abe Kōbō (né le 7 mars 1924), écrivain japonais

## Événements
- Découverte des astéroïdes (10552) Stockholm, (11554) Asios, (15766) Strahlenberg, (26128) 1993 BO10, (6662) 1993 BP13 et (7658) 1993 BM12
- Sortie du film Face à face
- Sortie du jeu vidéo Kendo Rage
- Création de la compagnie aérienne Norwegian Air Shuttle